# Cockwood
Cockwood – wieś w Anglii, w hrabstwie Devon, w dystrykcie Teignbridge, położona na zachodnim brzegu estuarium rzeki Exe, naprzeciw miasta Exmouth. W 2011 wieś 
liczyła 349 mieszkańców.
Przez miejscowość przebiega szlak pieszo-rowerowy Exe Estuary Trail, będący częścią szlaku turystycznego South West Coast Path, oraz linia kolejowa Exeter – Plymouth (brak stacji).